# دانا يوراسكوفا
دانا يوراسكوفا (بالتشيكية: Dana Jurásková)‏ (مواليد 21 سبتمبر 1961) سياسية تشيكية. كانت وزيرة للصحة في الحكومة التشيكية سابقا.